# Kurt Rub
Kurt Rub, né le 28 février 1946 à Kleindöttingen dans le canton d'Argovie, est un coureur cycliste suisse. Professionnel de 1969 à 1972, il a notamment été champion de Suisse sur route.

## Palmarès
- 1968
  - Grand Prix de Brissago
  - Tour du Canton de Genève
- 1970
  -  Champion de Suisse sur route
  - Grand Prix du Locle
  - 6e du Tour de Suisse
- 1972
  - Prologue du Tour de Suisse (contre-la-montre par équipes)

## Résultats sur les grands tours

### Tour de France
1 participation
- 1971 : 47e

### Tour d'Italie
2 participations
- 1970 : 67e
- 1972 : 43e